# Liste der Monuments historiques in Beauchery-Saint-Martin
Die Liste der Monuments historiques in Beauchery-Saint-Martin führt die Monuments historiques in der französischen Gemeinde Beauchery-Saint-Martin auf.

## Liste der Bauwerke
| Bezeichnung      | Beschreibung | Standort         | Kennzeichnung | Schutzstatus | Datum | Bild           |
| ---------------- | ------------ | ---------------- | ------------- | ------------ | ----- | -------------- |
| Kirche St-Pierre |              | Beauchéry (Lage) | PA00086809    | Classé       | 1944  | weitere Bilder |

## Liste der Objekte

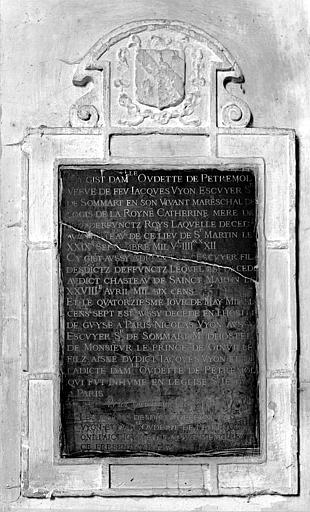
Grabplatte der Familie Vyon (Anfang des 17. Jahrhunderts) in der Kirche St-Martin in Saint-Martin-Chennetron

- Monuments historiques (Objekte) in Beauchery-Saint-Martin in der Base Palissy des französischen Kultusministeriums